# Gjuro Pilar
Gjuro Pilar (tudi Đuro Pilar), hrvaški geolog, paleontolog, potopisec in pedagog, * 22. april 1846, Brod na Savi, † 19. maj 1893, Zagreb.
Pilar je bil rektor Univerze v Zagrebu v študijskem letu 1884/85 in profesor mineralogije ter geologije na Filozofski fakulteti.
Bil je prvi profesor astronomije na Univerzi v Zagrebu.